# El Jatana
|  |

El Jatana (el Khatana) es un asentamiento de Egipto, con importantes restos arqueológicos, situado seis kilómetros al norte de Faqus. Está en el centro de un grupo de aldeas, siendo las principales Tell el-Daba (Avaris) y Qantir (Pi-Ramsés). 
Otras aldeas secundarias son: 
- Tell el-Qirqafa, al sur, importante lugar durante el Imperio Medio, con restos de construcciones de Amenemhat I y Sesostris III (dinastía XII); quedan también restos de establecimientos hicsos y minoicos.
- Ezbet Rushdi al-Saghira, al norte de Tell el-Daba. Una ciudad construida por Amenemhat I; la ciudad fue excavada en la década de 1950 por un equipo egipcio y se puso a la luz un templo que se cree fue ampliado más tarde por Sesostris III; durante los años 1990 el austriaco Manfred Bietak hizo nuevas excavaciones.
- Tell Abu al-Shafia, al norte de Qantir, donde se encontró una estatua colosal de Ramsés II. Desde la década de 1920 se habían encontrado objetos menores en la zona; la estatua podría indicar la existencia de un templo.
- Tell el-Faraun fue la antigua ciudad egipcia llamada Imet, la capital del nomo XIX del Bajo Egipto antes de que la capital fuera trasladada a Tanis. El lugar también se denominó Tell Nabasha y Tell Bedawi y está próximo a la ciudad de Al-Huseiniya, entre Qantir y Tanis. Se puede ver un recinto que contenía un templo dedicado a la diosa Uadyet, del periodo ramésida; el recinto habría contenido originalmente dos templos, al menos, con uno más pequeño al nordeste (de la dinastía XXVI). Al sudeste del recinto están los restos de una ciudad grecorromana y más al este el cementerio del Imperio Nuevo. El lugar fue excavado por Flinders Petrie que encontró muchos objetos en las tumbas, entre ellos un sarcófago de granito gris con el nombre de un príncipe y sacerdote del imperio nuevo, los restos de una estatua colosal de Ramsés II, un altar y restos de dos estatuas sedentes del imperio medio.

- Datos: Q8773108